# Onobrychis inermis
Onobrychis inermis är en ärtväxtart som beskrevs av Christian von Steven. Onobrychis inermis ingår i släktet esparsetter, och familjen ärtväxter. Inga underarter finns listade i Catalogue of Life.

## Bildgalleri

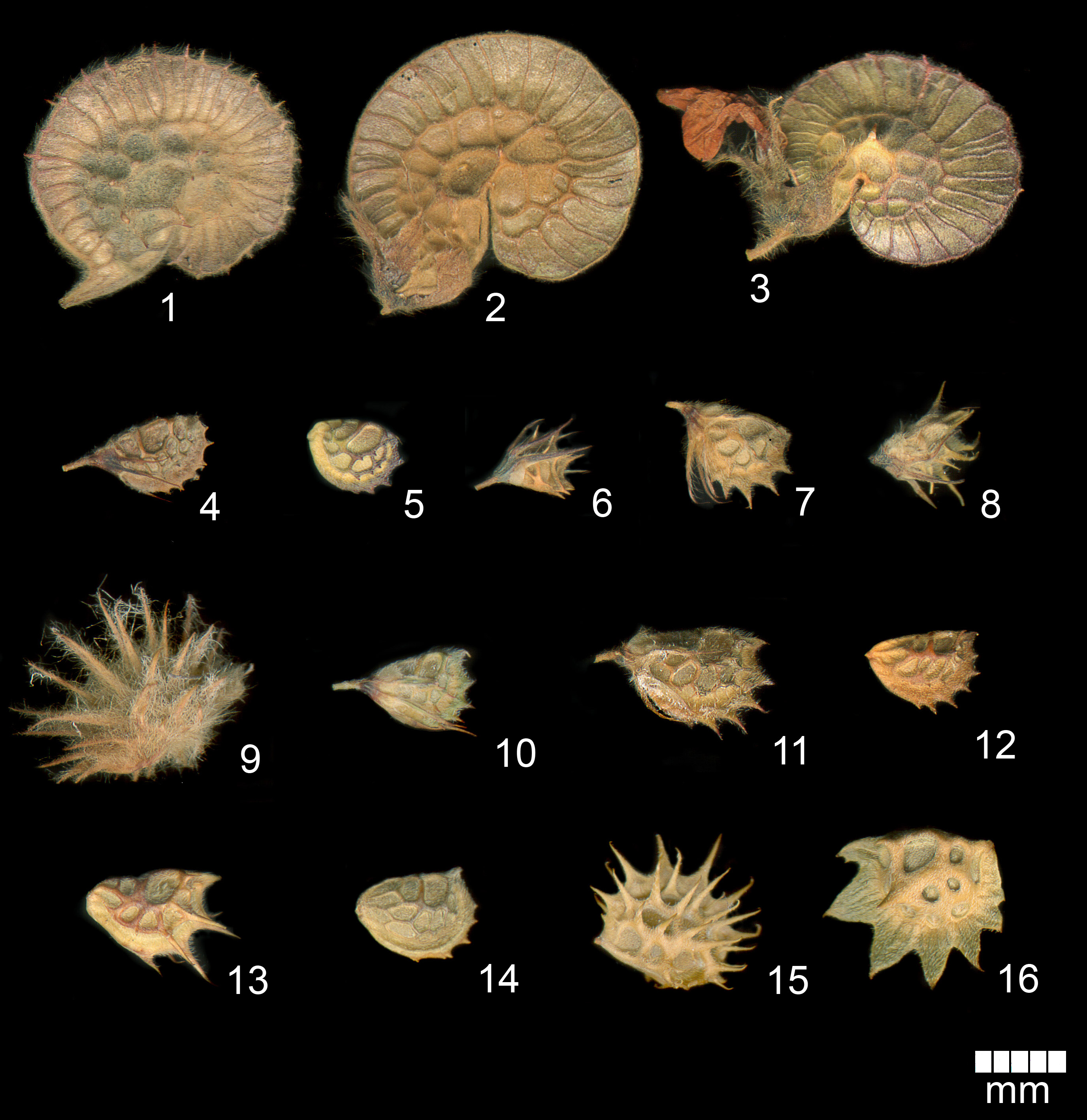